# Balthasar Niederkofler
Balthasar Niederkofler   (Zell am Ziller, 10 de novembre de 1906 - Gries am Brenner, 11 d'abril de 1989) fou un esquiador de fons austríac que va competir durant la dècada de 1930. En el seu palmarès destaca una medalla de bronze al Campionat del Món d'esquí nòrdic de 1933.